# Чербія
Чербія (рум. Cerbia) — село у повіті Хунедоара в Румунії. Входить до складу комуни Зам.
Село розташоване на відстані 336 км на північний захід від Бухареста, 40 км на північний захід від Деви, 120 км на південний захід від Клуж-Напоки, 99 км на схід від Тімішоари.

## Населення
За даними перепису населення 2002 року у селі проживали 137 осіб, усі — румуни. Усі жителі села рідною мовою назвали румунську.